# Zury Ríos
Zury Mayté Ríos Sosa (Ciudad de Guatemala, 24 de enero de 1968) es una expolítica guatemalteca. Fue diputada del Congreso de Guatemala por cuatro legislaturas consecutivas, comenzando en 1996 hasta su cuarto y último mandato finalizado en 2012.
Fue precandidata a la Presidencia de Guatemala por el FRG, pero el 14 de mayo de 2011 oficializó su retiro de la elección. En 2015, se postuló como candidata a la presidencia por el partido Visión con Valores quedando en quinto lugar; en 2019, fue candidata presidencial por el partido Valor, sin embargo, no pudo participar porque su candidatura fue revocada por la Corte de Constitucionalidad. Fue candidata a la presidencia por la coalición Valor-Unionista en 2023. Es hija del expresidente Efraín Ríos Montt y sobrina de Mario Enrique Ríos Montt.

## Primeros años
Nació en Guatemala, en el 24 de enero de 1968, siendo la tercera y menor de los hijos del matrimonio de Efraín Ríos Montt y María Teresa Sosa Ávila. Su padre Efraín Ríos Montt fue Presidente de Guatemala, durante 1982 y 1983.  Cuando ella tenía 10 años, su padre renunció el catolicismo y se convirtió en un ministro ordenado en la Iglesia Pentecostal de la Palabra.
Estudió en escuelas de Guatemala y España, esto debido a que su padre fue destinado como agregado militar a raíz de la elección presidencial de 1974, un proceso manchado por acusaciones de fraude electoral en contra de él. Se graduó de licenciada en Ciencias Políticas y Sociales en la Universidad Francisco Marroquín. Su primer trabajo, entre los años 1988 a 1989, fue ser profesora de estudios sociales y económicos en la Escuela Cristiana Verbo en la ciudad de Guatemala y también trabajó como maestra en una escuela primaria.

## Carrera política
En 1989 se unió al departamento de relaciones públicas del recién creado Frente Republicano Guatemalteco que lideraba su padre, Zury Ríos trabajó como asistente administrativo de la bancada de FRG en el Congreso de Guatemala entre los años 1991 a 1995.

### Diputada del Congreso de Guatemala
En las elecciones generales de Guatemala de 1995 fue elegida representando al Frente Republicano Guatemalteco diputada del Congreso por listado nacional y en 1998 fue elegida miembro de la junta directiva del partido FRG. En 1999 fue reelegida diputada del Congreso, de nuevo por lista nacional de su partido. Durante el período legislativo de 2000 a 2004, se desempeñó como una de los dos vicepresidentes en el comité de Relaciones Exteriores del Congreso. Durante esta legislatura, su papá, Efraín Ríos Montt se desempañaba como Presidente del Congreso de Guatemala.
Fue elegida para un tercer mandato en las elecciones generales de 2003. Durante la legislatura 2004-2008, se desempeñó como vicepresidente de la Comisión de Relaciones Exteriores y de las de, deporte, el bienestar social y los comités de ética de la salud. Gran parte de su trabajo en el Congreso se centró en cuestiones de salud reproductiva, la situación del VIH-sida, y la lucha contra el consumo de tabaco.
En 2003, antes de las elecciones generales de Guatemala de 2003, Zury Ríos fue acusada de ser una de los organizadores del llamado Jueves Negro, que fue una manifestación que terminó con disturbios a raíz del rechazo a la candidatura de Ríos Montt. A mediados de 2003, el entonces Presidente del Congreso Efraín Ríos Montt, había sido nominado como candidato presidencial por el Frente Republicano Guatemalteco, la candidatura fue rechazada por el Tribunal Supremo Electoral de Guatemala y el 21 de julio de 2003, la Corte Suprema de Justicia falló para suspender su candidatura. El jueves, 24 de julio de 2003 los funcionarios del FRG y seguidores encabezaron una manifestación masiva en la ciudad de Guatemala para protestar su descalificación de la elección presidencial. La manifestación degeneró en un sangriento motín que dejó la muerte del periodista Héctor Fernando Ramírez, sin embargo, una semana más tarde, el Tribunal Constitucional anuló la prohibición de la Suprema Corte y Efraín Ríos Montt fue candidato durante las elecciones de 2003.
El general retirado Ríos Montt finalmente perdió las elecciones de noviembre de 2003. Zury Ríos acompañó a su padre en su campaña electoral. Durante una entrevista de un periódico, ella reiteró varias veces que:

Mi padre es mi inspiración.  «Su padre, Efraín Ríos Montt, es su inspiración».

En las elecciones generales de 2007, celebradas en el mes de septiembre, Zury Ríos junto a Efraín Ríos Montt fueron nuevamente electos diputados por lista nacional por el mismo partido, finalizaron su mandato el 14 de enero de 2012, dándole fin a su carrera de dieciséis años como diputada.
En 2009 y 2010, el Congreso eligió a Ríos como tercera secretaria y quinta secretaria de la Junta Directiva respectivamente.

### Precandidata a la Presidencia
El 30 de octubre de 2010 fue proclamada por el Frente Republicano Guatemalteco como precandidata a la presidencia para las elecciones generales de Guatemala de 2011. Ella aseguró la Constitución Política de Guatemala de 1985, no le prohibía participar como candidata, puesto que su padre, Efraín Ríos Montt, fue Presidente de Guatemala durante 1982-83, menos de dos años antes que cobrara vigencia la constitución.
Comenzó su campaña electoral y su gira por los departamentos del país y la ciudad de Guatemala durante el mes de marzo de 2011, además realizó asambleas con los líderes de su partido en diferentes municipios. Después de una corta campaña electoral, el 14 de mayo del mismo año anunció que declinaba su candidatura presidencial por el FRG, argumentando que su retiro se debía principalmente a falta de recursos financieros, y agregó que dentro del partido estaban en números muy bajos en materia económica.

## Posterior a la política
Después de que Efraín Ríos Montt terminara su período como diputado del Congreso, perdió su inmunidad, el Ministerio Público le acusó de genocidio. El 29 de enero de 2013, Zury Ríos acompañó a su padre Efraín Ríos Montt a la sala de audiencias del tribunal B de Mayor Riesgo, en donde se dio a conocer que el expresidente y general retirado iría a juicio por haber sido el autor intelectual de 15 de las 72 masacres ocurridas en Chajul, Cotzal y Nebaj, Quiché, y del desplazamiento de 29 mil personas durante la Guerra civil de Guatemala.
Ríos acompañó a su padre a todas las audiencias que tuvo durante el proceso judicial, desde el comienzo del juicio el 20 de marzo de 2013. Un día antes que comenzará el juicio por genocidio contra su padre, Otto Pérez Molina, presidente de Guatemala en ese momento y general retirado del Ejército de Guatemala, aseguró que en Guatemala durante la guerra civil que enfrentó el país entre 1960 y 1996 no hubo planes ni acciones de genocidio por parte del Ejército de Guatemala.
También apoyó a su padre desde su página oficial de Facebook, acusando a la Unidad Revolucionaria Nacional Guatemalteca de cometer crímenes de lesa humanidad.

## Candidaturas presidenciales

### Elecciones de 2015

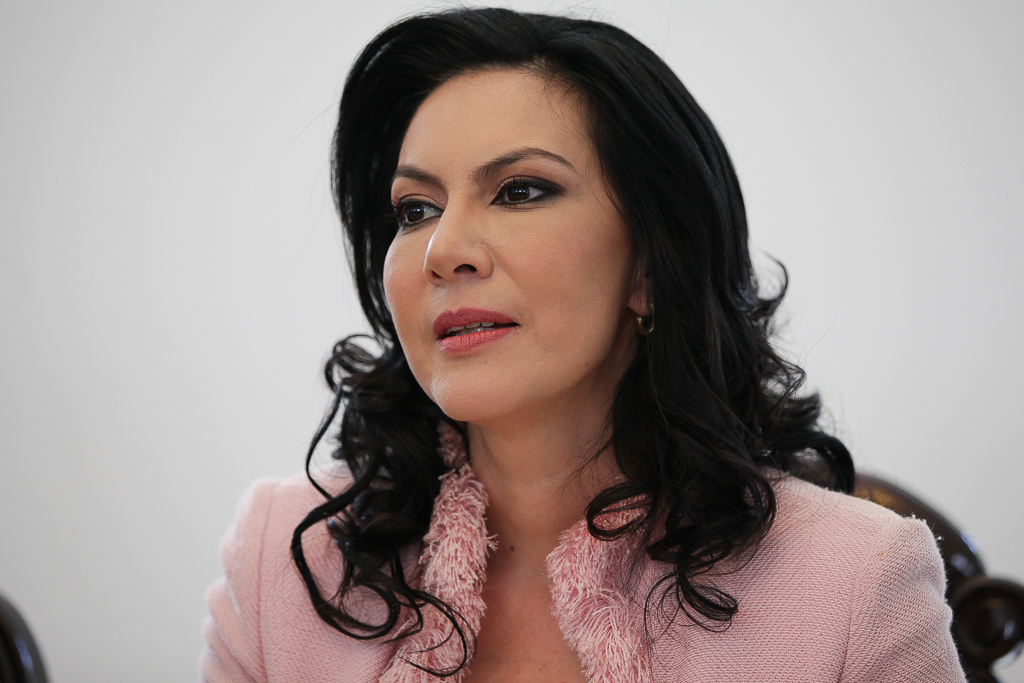
Ríos Sosa en el año 2015, en una conferencia de prensa.

A inicios de 2015, Ríos Sosa fue nominada como precandidata presidencial del partido político de derecha Visión con Valores, el 16 de abril de 2015, su compañero de fórmula, como candidato a vicepresidente, fue el exministro de Economía Juan Luis Mirón. Luego de oficializarse su candidatura, la inscripción no fue inmediata, porque el Tribunal Supremo Electoral argumentó que su candidatura era inconstitucional, según su interpretación que dieron del artículo 186 de la Constitución del país que indica que no pueden acceder a la presidencia los parientes de un gobernante que asumió el gobierno consecuencia de un golpe de Estado. El 25 de julio de 2015, la Corte Suprema de Justicia de Guatemala ordenó su inscripción indicando que este artículo no le era aplicable porque su padre no estaba en funciones de presidente en ese momento, eso logró que fuera habilitada para competir en las elecciones presidenciales de ese año en las que quedó en el quinto lugar pues, de los 5.390.005 votantes solo consiguió 288.421 votos.

### Elecciones de 2019

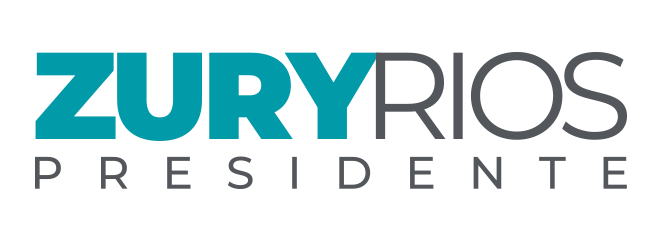
Propaganda de la campaña presidencial de Zury Ríos en 2019.

En el año 2018, Ríos Sosa fue elegida como precandidata presidencial por el partido político Valor que había transformado en 2016, su compañero de fórmula fue el exmagistrado de la Corte de Constitucionalidad, Roberto Molina Barreto quien indicó que ella no tenía ninguna prohibición constitucional para aspirar a la presidencia del país. Sin embargo, nuevamente su inscripción fue rechazada por el Tribunal Supremo Electoral, que argumentó que la candidatura de Ríos no era procedente por el artículo 186 de la Constitución Política de Guatemala. Ríos pidió un amparo ante la Corte Suprema de Justicia y está lo otorgó bajo el argumento que el artículo constitucional no le aplicaba porque su padre no era el presidente en ejercicio en ese momento y por los tratados internacionales que Guatemala había firmado le daban el derecho a ella de poder participar, además ya había participado un tío de ella y no le habían aplicado la prohibición. Fue inscrita pero el tribunal electoral apeló en última instancia ante la Corte de Constitucionalidad para que esta se expresara sobre el caso concreto. La Corte otorgó el amparo y dejó sin efecto su inscripción, lo que dejó a Ríos fuera de la contienda electoral. Molina Barreto señaló a Gloria Porras como responsable de haber liderado la opinión de los otros 3 magistrados que votaron a favor de la resolución (en total 4 votaron para revocar la inscripción) y aseguró que cuando compartieron magistratura ella indicó que nunca aceptaría ni permitiría que Ríos pudiera aspirar a la presidencia.[cita requerida]

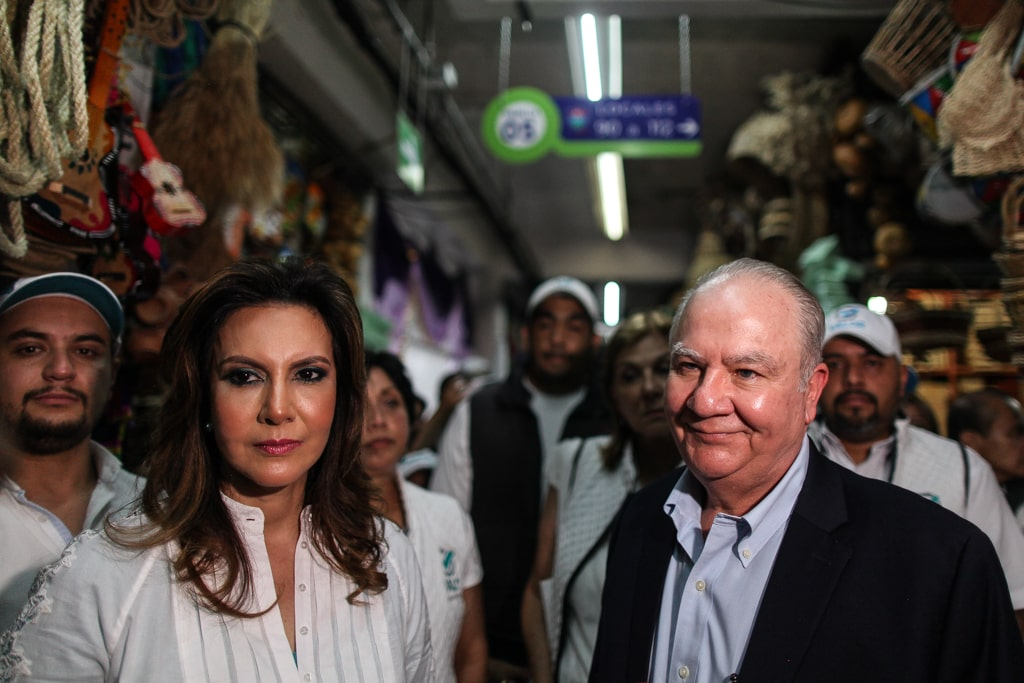
Zury Ríos junto a Roberto Molina durante la campaña política de 2019 en un mercado de la capital de Guatemala.

El 4 de abril de 2019, el periódico impreso Prensa Libre, publicó una encuesta donde Ríos se posicionaba en segundo lugar con el 15,9% en intenciones de voto y la colocaba en una eventual segunda vuelta contra Sandra Torres.

### Elecciones de 2023
A principios de 2022, se anunció una coalición electoral entre el partido político Valor y el Partido Unionista para participar en las elecciones generales de 2023. El 11 de diciembre de 2022, la coalición Valor–Unionista anunció a Ríos como su precandidata presidencial y Héctor Cifuentes como su candidato vicepresidencial. El 27 de enero de 2023 el Tribunal Supremo Electoral de Guatemala aceptó su candidatura. Su rival político Edmond Mulet, por medio de su partido presentó una impugnación contra su inscripción, pero fue rechazada por los magistrados del Tribunal Supremo Electoral, posteriormente presentó apelaciones ante la Corte Suprema de Justicia y la Corte de Constitucionalidad, pero fueron rechazadas dejando en firme su inscripción y permitiéndole participar en las elecciones que se llevaron a cabo en junio.
Pese a que las encuestas la presentaban como una potencial candidata a segunda vuelta, finalmente quedó en sexto lugar.Con 365,208 votos (el 6.57% del total de votos válidos).

## Posicionamiento político
Ríos reivindica el legado político de su padre, se califica a sí misma como de ideología liberal clásica y republicana, está en contra del aborto, a favor de la pena de muerte, cree en la libertad individual con responsabilidad, en la propiedad privada.Es popular entre el electorado evangélico conservador y cuenta con el apoyo de los militares y las grandes empresas.
Promete una política de seguridad especialmente agresiva contra las bandas criminales y las organizaciones sociales implicadas en conflictos con los terratenientes. Contra las primeras ha ofrecido y promovido la aplicación de la pena de muerte en contra de quienes cometan delitos muy graves, para eso ha propuesto que se apliquen las leyes necesarias para hacerla aplicable en Guatemala.
Defendió la disolución de la Comisión Internacional contra la Impunidad en Guatemala, que investigaba la corrupción de la clase política.

## Vida personal
Ríos se ha casado cinco veces. Antes de su matrimonio actual con Gregory Charles Smith, estaba casada con Jeovanny Chávez, el exdiputado José García Bravatti, y el empresario Roberto López Villatoro, conocido como El Rey del Tenis. El 20 de noviembre de 2004, se casó en la Antigua Guatemala con el abogado y congresista estadounidense Jerry Weller, originario de Illinois. El 17 de agosto de 2006, en la ciudad de Guatemala nació su primera hija, Marizú Catherine Weller Ríos.
Su hermano, el general Enrique Ríos, estaba a cargo de las finanzas de las Fuerzas Armadas de Guatemala antes de dimitir de su cargo en septiembre de 2003 por desviar Q.471 millones de Quetzales ($59.620 millones de dólares) del Ministerio de Defensa a cuentas bancarias privadas en el extranjero.